# Aplidium monile
Aplidium monile is een zakpijpensoort uit de familie van de Polyclinidae. De wetenschappelijke naam van de soort werd in 2001 voor het eerst geldig gepubliceerd in 2001 door Claude en Françoise Monniot, Griffiths & Schleyer.